# OpenSea
OpenSea — торговий майданчик (маркетплейс) для незамінних токенів. Він був створений 20 грудня 2017 року Девіном Фінзером та Алексом Аталлахом у Нью-Йорку.

## Опис
Користувачі можуть створювати NFT на OpenSea безкоштовно та пропонувати або купувати їх для прямої покупки чи аукціону. OpenSea базується на стандарті Ethereum ERC 721. Крипто-гаманець, такий як Б. Біцький чи MetaMask необхідний. Метамаск – це криптовалютний гаманець програмного типу, який використовується для роботи з будь-якими токенами на основі Ефіріуму. Він надає користувачам доступ до сховища через розширення браузера або мобільний додаток.
У майбутньому планується торгівля NFT без «плати за газ» та перехід на блокчейн FLOW.

## Дохід
OpenSea залучила венчурний капітал у розмірі 2,1 мільйона доларів (зокрема від Animoca Brands) у листопаді 2019 року. У березні 2021 року майданчик заробив 23 мільйони. У липні 2021 OpenSea оголосили про інвестиції в розмірі 100 мільйонів доларів при оцінці a16z в 1,5 мільярда доларів.
У лютому 2021 року виручка склала 95 мільйонів доларів, у березні — 147 мільйонів доларів, а у вересні — 2,75 мільярда доларів.
У січні 2022 року майданчик залучив 300 мільйонів доларів нового венчурного капіталу, оцінивши його в 13,3 мільярда доларів. У тому ж місяці OpenSea придбала виробника гаманців Dharma Labs.